# Бања Шехер
Бања Шехер налази се пет километара од центра Бање Луке, у подножју Бан брда, на самом излазу ријеке Врбас из котлине. 

## Термоминерални извори
У кругу од пет до двадесте километара од центра Бање Луке налазе се три бање- Шехер, Лакташи и Слатина. Бања Шехер се налази у градском насељу Српске топлице. Ово насеље представља најстарију градску четврт, са традиционалном архитектуром босанске куће овог поднебља. У близини постојећих купатила у Српским топлицама пронађено је доста римског новца, који доказује да су минерални извори били познати још и старим Римљанима. На подручју од свега 500 до 600 квадратних метара налази се неколико извора с топлом минералном водом и базен затвореног типа. Вода је сулфатична, муријатична и земноалкална, температуре од 25 до 35 °C. У бањи се користи термоминерална вода из два бунара, у којима се температура разликује за 5 °C, у једном 30, а у другом 25 °C. 
Употребљава се за купање у затвореном базену, а лијечи реуматизам мишића и зглобова, неуралгије и разне кожне болести. Са једног од извора вода се употребљава за пиће.

## Развојни пут
Само име Бање Луке указује на то да је територија овог града богата термоминералним изворима, погодним за лијечење бројних обољења. Становници града и околних насеља имали су од давнина навику коришћења јавних купатила, која нису само одржавала хигијену, него и лијечила, јер је вода својим високом концентрацијом сумпора и разних минерала благотворно утицала на разне видове болести зглобова, костију, инфекције и друго. Ратна дејства на простору Босне и Херцеговине за посљедицу су имала рушење, паљење објеката бање, што је довело до прекида рада, а након рата и њеног споријег развоја. Међутим, уназад неколико година, промјеном власничке структуре, „Бања Шехер” започиње убрзани пут развоја и увођење нових садржаја у туристичку понуду.

## Љековитост воде
Термоминерални извори „Бање Шехер” помажу у лијечењу кожних, реуматских и срчаних обољења. У склопу ње од 1983. године, када је изграђен, ради и базен димензија 25 х 12,5 м, а у функцији је током цијеле године. Пуни се директно бањском водом са два врела са дубене од 160 метара, у којем се температура воде разликује за 5 °C. Пречишћавање базена обавља се природним отицањем - прелијевањем од 170 до 250 литера воде у минуту током 24 часа.